# Michael Klauß (Fußballspieler, 1970)
Michael Klauß (* 15. September 1970) ist ein ehemaliger deutscher Fußballspieler.

## Karriere

### Vereine
Bis 1988 in der Jugendabteilung für Bayer 05 Uerdingen aktiv, mit der er ein Jahr zuvor, dank zweier Tore von ihm, die B-Jugend-Meisterschaft gewann, rückte Klauß in die erste Mannschaft auf. In seiner Premierensaison kam er nur zu seinem Debüt in der Bundesliga am 3. Dezember 1988 (17. Spieltag) beim torlosen Unentschieden im Heimspiel gegen den FC St. Pauli, als er in der 65. Minute für Dietmar Klinger eingewechselt wurde. In der Folgesaison bestritt er bereits fünf und in seiner dritten Spielzeit 22 Bundesligaspiele. In dieser gelang ihm auch am 25. August 1990 (3. Spieltag) beim 1:1-Unentschieden im Heimspiel gegen Bayer 04 Leverkusen mit dem Treffer zum zwischenzeitlichen 1:0 in der 44. Minute auch sein erstes Bundesligator. Nach seiner Profizeit war er für den SV Darmstadt 98, Borussia Wuppertal, Rot-Weiß Oberhausen, den FC Wegberg-Beeck, Union 09 Mülheim,  Schwarz-Weiß Essen und den VfB Speldorf aktiv; in Speldorf übernahm er im Anschluss seiner Karriere von 2003 bis 2009 die Funktion eines sportlichen Leiters des damaligen Oberligisten.

### Nationalmannschaft
Für den DFB bestritt Klauß 1990 zwei Länderspiele für die Olympia-Auswahlmannschaft und drei für die U-21-Nationalmannschaft. Sein Debüt im Nationaltrikot gab er am 15. Mai 1990 in Muri im Olympia-Vorbereitungsspiel beim 2:1-Sieg gegen die Auswahl der Schweiz. Drei Tage später war er mit der Auswahlmannschaft in Würzburg der Auswahl der Tschechoslowakei mit 0:3 unterlegen.
Für die U-21-Nationalmannschaft kam er am 9. Oktober 1990 in Uppsala beim 2:1-Sieg gegen die Auswahl Schwedens, am 30. Oktober 1990 in Diekirch beim 9:0-Sieg gegen die Auswahl Luxemburgs und am 18. Dezember 1990 in Kirchheim unter Teck beim 4:1-Sieg gegen die Schweiz zum Einsatz.

## Erfolge
- Deutscher B-Jugend-Meister 1987 (mit Bayer 05 Uerdingen)